# 116

## Události
- Římský císař Traianus posunul hranice Římské říše až k Perskému zálivu, Římská říše dosahuje své největší rozlohy – 6 500 000 km²
- Traianus sesadil parthského krále Osroa z trůnu a na jeho místo dosadil Parthamaspata

## Hlavy států
- Papež – Alexandr I.? (105/106/107/109–115/116) » Sixtus I. (115/116–125)
- Římská říše – Traianus (98–117)
- Parthská říše – Osroés (108–128/129) + Vologaisés III. (111/112–147/148, vzdorokrál)
- Kušánská říše – Vima Kadphises (113–127)
- Čína, dynastie Chan (206 př. n. l. – 220 n. l.)